# Édouard René de Laboulaye
Édouard René Lefebvre de Laboulaye (Parigi, 18 gennaio 1811 – Parigi, 25 maggio 1883) è stato un giurista, politico, scrittore, intellettuale, attivista della liberazione degli schiavi d'America francese.
Politico francese senatore a vita della Terza Repubblica francese del 1870, divenne noto alla storia soprattutto per aver avuto l'idea e l'omaggio, nel 1865, della celebre statua della Libertà presente nel porto di New York, diventato uno dei simboli più famosi degli Stati Uniti, ma che fu donato, appunto, dalla Francia.

## Biografia
Figlio del cavaliere di legion d'onore Auguste Lefebvre (1779-1824), nacque e crebbe nella Parigi dei re Luigi XVIII e Carlo X. Nel 1832 sposò Augusta Paradìs, da cui ebbe il figlio Paul de Laboulaye, futuro ambasciatore. Rimasto vedovo nel 1841, si risposerà con Valerie Tronsson du Coudray, da cui avrà un secondo figlio, André.
Nei primi anni di professione letteraria si occupa e scrive per il Circolo della Biblioteca parigina, insieme al fratello Charles.
Successivamente studia e si occupa di legge, diventando uno dei massimi esperti giuristi francesi, onorificato come membro dell'Accademia reale delle scienze e delle belle lettere di Francia nel 1845.

## Politica
Ormai diventato un fine intellettuale dei salotti parigini, nel 1863 tentò di candidarsi come deputato, ma perse le elezioni. Tentò altre due avventure politiche nelle zone francesi del Basso Reno nel 1866 e nel dipartimento di Seine-et-Oise nel 1869. Ma fu solo nel 1870 che egli si fece notare dalla politica e dalla stampa, quando diede scandalo per un commento provocatorio al referendum sulla riforma costituzionale francese della allora nascente Terza Repubblica francese.
Solo l'anno dopo, nel 1871, fu appoggiato dall'area politica di centro-sinistra parigina, allora capeggiata da Adolphe Thiers e in rottura con l'ala conservatrice di Casimir Perier. Entrato quindi nel Comitato di assemblea nazionale, fu chiamato per lavorare alla riforma dell'istruzione. Nel 1873 fu nominato direttore del Collège de France fino al 1876. Fu eletto senatore a vita nel 1875, e nello stesso anno riformò il diritto costituzionale alla libertà della istruzione superiore. Fine osservatore della vita politica degli Stati Uniti, e ammiratore della costituzione di questo paese, contribuì a conoscere e ad amare queste istituzioni, scrisse e diffuse, a livello intellettuale, la liberalizzazione degli schiavi d'America in tutti i comitati di organizzazione democratica e nei salotti letterari.

## L'idea della statua della Libertà
Nel 1865, al termine della guerra di secessione americana, che De Laboulaye seguì attentamente (in particolare attraverso il lavoro del suo amico John Bigelow, console americano e di spiccate idee di libertà americana), tenne un discorso a Versailles, nel quale venne l'idea di una statua che dovesse rappresentare la libertà, nonché la fratellanza tra gli Stati Uniti e la Francia, quest'ultima impegnata nel carico delle spese della stessa. L'obiettivo era terminare il progetto entro il 1876, in occasione del centenario della dichiarazione di indipendenza degli Stati Uniti d'America.
Così fu. A quel discorso era presente lo scultore Frédéric Auguste Bartholdi, il futuro autore della celebre statua nel porto di New York, insieme all'architetto Gustave Eiffel; purtroppo De Laboulaye ne vide solo l'inizio della costruzione, poiché morì tre anni prima del compimento e della inaugurazione dell'opera (1886).
Nei suoi discorsi, De Laboulaye suggerì anche l'idea di altre copie della stessa statua, in Parigi e nella Francia, come simbolo di fratellanza fra le nazioni, e come politica repressiva delle allora idee nazionalistiche di Napoleone III. Due famose di esse sono tutt'oggi presenti in Parigi: una fu eretta nei celebri giardini del Lussemburgo, piccola, alta meno di 10 metri. Un'altra, leggermente più grande (11,50 metri) e più famosa, si trova vicino al ponte Grenelle sull'Allée des Cygnes, l'isola sulla Senna, nelle vicinanze del vecchio laboratorio dello scultore Bartholdi; quest'ultima fu donata alla città di Parigi il 15 novembre 1889 e guarda verso l'oceano Atlantico, e cioè la sua "sorella maggiore" nel porto di New York, inaugurata appunto tre anni prima.